# Regionální síť 8
Regionální síť 8 je lokálním multiplexem DVB-T v České republice. Provozuje ji společnost České Radiokomunikace. Vysílání započalo 1. července 2014 a skončilo 31. října 2020. 22. dubna 2021 ale bylo obnoveno pro lokalitu České Budějovice – Včelná, která je prozatím jediná, kde se operátorovi podařilo vysílání této televizní sítě obnovit.

## Televizní stanice regionální sítě 8
| Stanice     | Logo stanice | Zahájení vysílání |
| ----------- | ------------ | ----------------- |
| Óčko Black  |              | 22. dubna 2021    |
| Óčko Expres |              | 22. dubna 2021    |
| Noe+        |              | 24. prosince 2022 |

V Regionální síti 8 vysílaly dříve i televize V1, která se v lednu 2018 přesunula do Multiplexu 4 a Power TV, která 30. června 2019 opustila pozemní vysílání.
Od 14. srpna 2019 nově přibyla televizní stanice Nalaďte se na DVB-T2, která by měla informovat o přechodu na nový standard DVB-T2
30. dubna 2020 opustila Regionální síť 8 stanice Sport 5, která se přesunula do Regionální sítě 7.
Od března 2018 do června 2020 vysílala v sítí stanice Retro Music TV.
21. srpna 2020 opustila multiplex stanice Šlágr 2, vysílala od listopadu 2017.
31. října 2020 bylo vysílání multiplexu skončilo, a proto byly nuceny ukončit zde vysílání stanice Barrandov News, CNN Prima News, Nalaďte se na DVB-T2, Noe TV a Noe TV HD, Óčko Expres a TV Brno 1.
22. dubna 2021 bylo vysílání Regionální sítě 8 obnoveno. Do multiplexu byly zařazeny stanice Óčko Black a Óčko Expres.
24. prosince 2022 byla do této sítě a Regionální sítě 12 zařazena stanice Noe+, která byla do té doby dostupná pouze ve vysílání HbbTV stanice TV Noe.

## Technické parametry sítě
Regionální síť 8 vysílala s následujícími technickými parametry:
| Standard | ID sítě | Vysílací mód | Modulace datových nosných | Kódový poměr (FEC) | Ochranný interval | Přenosová rychlost |
| -------- | ------- | ------------ | ------------------------- | ------------------ | ----------------- | ------------------ |
| DVB-T    |         | 8K           | 64-QAM                    | 1/32               | 3/4               | 27,14 Mbit/s       |

## Vysílače
Regionální síť 8 je šířena z následujícího vysílače:
| vysílač                   | kanál | polarizace   | výkon (ERP) | kraj |
| ------------------------- | ----- | ------------ | ----------- | ---- |
| České Budějovice – Včelná | 33    | horizontální | 1 kW        | JHČ  |

Český telekomunikační úřad pro České Radiokomunikace zkoordinoval dalších čtrnáct lokalit, do nichž by mohla dále expandovat.
| vysílač                         | kanál | polarizace   | výkon (ERP) | kraj |
| ------------------------------- | ----- | ------------ | ----------- | ---- |
| Blansko – Olešná                | 41    | horizontální | 50 W        | JMK  |
| Děčín – Popovický vrch          | 30    | horizontální | 100 W       | ULK  |
| Hradec Králové – Hoděšovice     | 38    | horizontální | 1 kW        | PAK  |
| Jablonec nad Nisou – Kokonínská | 46    | horizontální | 100 W       | LBK  |
| Jihlava – Rudný                 | 47    | horizontální | 1 kW        | VYS  |
| Liberec – krajský úřad          | 46    | horizontální | 316 W       | LBK  |
| Olomouc – Radíkov               | 32    | horizontální | 1 kW        | OLK  |
| Pardubice – TKB                 | 38    | horizontální | 1 kW        | PAK  |
| Plzeň – Krkavec                 | 28    | horizontální | 1 kW        | PLK  |
| Svitavy – Hřebeč                | 23    | horizontální | 100 W       | PAK  |
| Trutnov – Poříčí                | 38    | horizontální | 100 W       | HKK  |
| Uherský Brod – Králov           | 38    | horizontální | 50 W        | ZLK  |
| Určice – Alojzov                | 47    | horizontální | 100 W       | OLK  |
| Ústí nad Labem – Klíše          | 30    | horizontální | 501 W       | ULK  |

### Bývalé vysílače
Do vypnutí dne 31. října 2020 byla síť šířena z následujících vysílačů:
| vysílač                     | kanál | polarizace   | výkon (ERP) | poznámka                                                                        |
| --------------------------- | ----- | ------------ | ----------- | ------------------------------------------------------------------------------- |
| Blovice                     | 58    | horizontální | 10 W        |                                                                                 |
| Brno – Barvičova            | 25    | vertikální   | 1 kW        |                                                                                 |
| České Budějovice – Včelná   | 50    | horizontální | 10 kW       | Do konce roku 2017 z vysílače Kleť na K50, poté do 30. 3. 2020 kanál 34 Včelná. |
| Hradec Králové – Hoděšovice | 57    | horizontální | 5 kW        |                                                                                 |
| Jihlava – Rudný             | 52    | horizontální | 5 kW        |                                                                                 |
| Karlovy Vary – Tři Kříže    | 51    | horizontální | 199 W       |                                                                                 |
| Liberec – Východní          | 51    | horizontální | 316 W       |                                                                                 |
| Mikulov – Děvín             | 51    | horizontální | 5 kW        |                                                                                 |
| Nový Jičín – Veselský kopec | 56    | horizontální | 1 kW        |                                                                                 |
| Olomouc – Radíkov           | 52    | horizontální | 5 kW        |                                                                                 |
| Ostrava – Hošťálkovice      | 50    | horizontální | 2 kW        |                                                                                 |
| Pardubice – TKB             | 27    | horizontální | 1 kW        | Do konce roku 2017 kanál 46.                                                    |
| Plzeň – Krkavec             | 56    | horizontální | 5 kW        | Do konce roku 2017 kanál 47, poté do 30. 3. 2020 kanál 43.                      |
| Praha – Cukrák              | 51    | horizontální | 5 kW        |                                                                                 |
| Praha – Žižkov              | 51    | vertikální   | 5 kW        |                                                                                 |
| Ústí nad Labem – Klíše      | 51    | horizontální | 501 W       |                                                                                 |
| Zlín – Tlustá hora          | 58    | horizontální | 2 kW        |                                                                                 |